# Свой человек (телесериал)
«Свой человек» — российский телесериал 2005 года.

## Сюжет
Этот телесериал выдержан в редком в наше время жанре «road movie», «дорожного фильма».
Сергей Морозов — преуспевающий бизнесмен, глава одного из крупных издательств. Всем, что у него есть, он обязан себе. В жизни у него полный порядок — у него всё ладится, всё склеивается. Для многих он — свой парень. У него есть красивая жена и молодая любовница. В этот момент, когда Сергей находится на вершине успеха, его тесть предлагает ему сделать ещё один шаг навер, но для этого нужно очень многим поступиться. Сергей отказывается от выгодного предложения, и вся его налаженная жизнь тут же начинает рушиться.
Однажды оказавшись на железнодорожной станции, он решает уехать до конечной станции, в провинциальный город N. Пытаясь убежать от самого себя, Морозов пускается в странствия, постепенно осознавая, что больше всего на свете он хочет встретиться со своим детством и со своей первой любовью. В детском доме у Сергея были необыкновенные романтические отношения с девочкой Леной, мечтавшей стать балериной. Уйдя в армию, Морозов предал её, женившись на генеральской дочке, и теперь главная цель его жизни — найти свою настоящую любовь.
Сергей начинает ездить по разным городам и сёлам, узнавая всё новые и новые адреса Лены, но не находит её нигде. В этих путешествиях ему придётся пройти через множество испытаний: у него украдут все деньги, он останется без средств к существованию, ему негде будет ночевать, и он попадёт в милицию. Кроме всего прочего, выяснится, что за ним охотится киллер. Из многих передряг Сергея вытащит его новый друг и попутчик — благороднейшей души человек — бывший музыкант, а ныне бомж Клавишник. В самый напряжённый момент, под дулом пистолета, Морозов узнаёт, что Лена живёт в Москве…

## В ролях
- Андрей Чубченко — Сергей Морозов, глава одного из крупных московских издательств
- Андрей Краско — Володя Клавишник, бывший музыкант, а ныне бомж по прозвищу «Клавишник»
- Екатерина Стриженова — Марина Морозова
- Татьяна Мещеркина — Елена Голубева
- Валерий Баринов — Лев Филиппович Шаповалов, тесть Сергея Морозова
- Сергей Паршин — Георгий Александрович Каштанов
- Александр Высоковский — Малиновский
- Татьяна Абрамова
- Валерий Афанасьев — шофёр
- Наталья Гребенкина — Валентина
- Наталья Гудкова — Эля
- Андрей Лебедев — Леонид Пакчин
- Елена Липская
- Александр Наумов — Пётр Звонцов, писатель
- Марина Николаева
- Татьяна Пискарева
- Раиса Рязанова — Людмила Прокофьевна
- Никита Салопин
- Мария Хижняк — Лена Голубева
- Александр Числов — Макся
- Михаил Богдасаров
- Алексей Гришин — Рябченко
- Наталия Потапова — Алла Ивановна, секретарь Шаповалова

## Съёмочная группа
- Режиссёры: Сергей Белошников, Зульфикар Мусаков
- Авторы сценария — Алексей Слаповский, Зульфикар Мусаков
- Композитор: Юрий Потеенко
- Продюсеры: Ольга Манеева, Михаил Широков
- Производство: Кинокомпания «Феникс — Фильм»